# Deutsche Poolbillard-Meisterschaft 1996 (Herren)
Die Deutsche Poolbillard-Meisterschaft 1997 war die 22. Austragung zur Ermittlung der nationalen Meistertitel der Herren in der Billardvariante Poolbillard. Es wurden die Deutschen Meister in den Disziplinen 14/1 endlos, 8-Ball, 9-Ball ermittelt. Das Turnier im 14/1 endlos und der 8-Ball-Pokal fanden in Stolberg statt, die Turniere im 8-Ball und 9-Ball in Schrobenhausen.

## Modus
Die 32 Spieler, die sich über die Landesmeisterschaften der Billard-Landesverbände qualifiziert haben, spielten zunächst im Doppel-KO-System. Ab dem Viertelfinale wurde im KO-System gespielt.

## Medaillengewinner
| Disziplin    | Gold                        | Silber                   | Bronze                     | Bronze                 |
| ------------ | --------------------------- | ------------------------ | -------------------------- | ---------------------- |
| 14/1 endlos  | Thomas Engert               | Oliver Ortmann           | Ralf Souquet               | Michael Schmidt        |
| 8-Ball       | Thomas Engert               | Bernd Jahnke             | Ralf Souquet               | Ralf Mund              |
| 9-Ball       | Thomas Engert               | Dieter Johns             | Oliver Ortmann             | Bernd Jahnke           |
| 8-Ball-Pokal | Karsten Rehborn (Wuppertal) | Christian Seitz (Bayern) | Jan Olbrich (St. Augustin) | Stephan Enders (Fulda) |